# Hoplistocerus prominulosus
Hoplistocerus prominulosus är en skalbaggsart som beskrevs av Lane 1950. Hoplistocerus prominulosus ingår i släktet Hoplistocerus och familjen långhorningar. Inga underarter finns listade i Catalogue of Life.